# 因美線
因美線（日语：／ Imbi sen */?）是一條連結日本鳥取縣鳥取市的鳥取站至岡山縣津山市的東津山站，屬於西日本旅客鐵道（JR西日本）的鐵路線（地方交通線）。在起點鳥取車站和山陰本線、終點東津山站和姬新線接續。路線名取自兩縣的古令制國：因幡國與美作國。

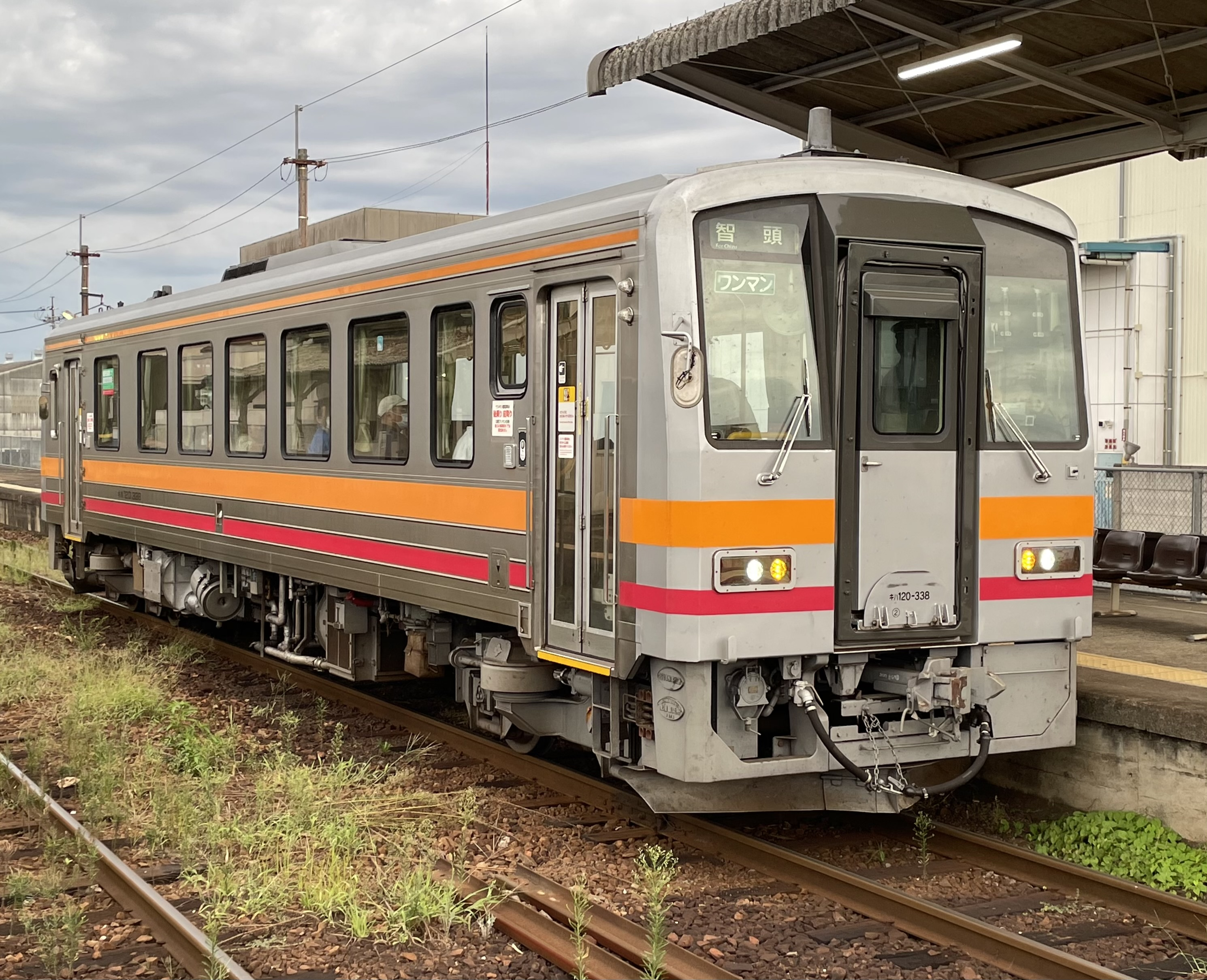
在東津山站停靠的KiHa 120型柴聯車 (2023年9月)

## 概要

### 路線資料
- 管轄（事業類別）：西日本旅客鐵道（第一種鐵道事業者）
- 路線距離（營業距離）：70.8公里
- 軌距：1067毫米
- 站數：19個（包括起終點站）
  - 若只限屬於因美線的車站，排除屬於山陰本線的鳥取站與屬於姬新線的東津山站[1]則為17個。
- 複線路段：沒有（全線單線）
- 電氣化路段：沒有（全線非電氣化（日语：非電化））
- 閉塞方式：特殊自動閉塞式（軌道回路檢知式）
- 運轉指令所（日语：運転指令所）：
  - 鳥取站－智頭站間 鳥取CTC中心
  - 智頭站－東津山迠間 岡山綜合指令所津山派出
- 最高速度：
  - 鳥取站－津之井站間 110公里/小時
  - 津之井站－智頭站間 95公里/小時
  - 智頭站－那岐站間、美作加茂站－東津山站間 85公里/小時
  - 那岐站－美作加茂站間 65公里/小時
- 平均通過人員（日语：輸送密度）（2015年度）[2]
  - 路線全體：1,808人/日
  - 鳥取－智頭間：3,773人/日
  - 智頭－東津山間：197人/日

## 車站列表
為方便起見，記載至東津山側所有列車直通的姬新線津山站。
- 停靠站
  - 普通…停靠所有車站
  - 快速…●的車站所有列車停靠，▲的車站一部分列車停靠，｜的車站所有列車通過
    - 山陰本線內快速的列車在因美線內作為普通列車運行。

  - 特急（超級白兔、超級因幡）…參見列車條目
- 軌道（全線單線） … ◇、∨、∧：可列車交會，｜：不可列車交會

| 路線名稱 | 中文站名 | 日文站名 | 英文站名 | 站間營業距離 | 累計營業距離 | 快速                                         | 接續路線                            | 軌道 | 所在地        | 所在地        |
| -------- | -------- | -------- | -------- | ------------ | ------------ | -------------------------------------------- | ----------------------------------- | ---- | ------------- | ------------- |
| 因美線   | 鳥取     |          |          | -            | 0.0          |                                              | 西日本旅客鐵道： 山陰本線           | ∨    | 鳥取縣        | 鳥取市        |
| 因美線   | 津之井   |          |          | 4.3          | 4.3          |                                              |                                     | ◇    | 鳥取縣        | 鳥取市        |
| 因美線   | 東郡家   |          |          | 3.9          | 8.2          |                                              |                                     | ｜   | 鳥取縣        | 八頭郡 八頭町 |
| 因美線   | 郡家     |          |          | 2.1          | 10.3         |                                              | 若櫻鐵道：若櫻線                    | ◇    | 鳥取縣        | 八頭郡 八頭町 |
| 因美線   | 河原     |          |          | 3.8          | 14.1         |                                              |                                     | ｜   | 鳥取縣        | 八頭郡 八頭町 |
| 因美線   | 國英     |          |          | 3.3          | 17.4         |                                              |                                     | ｜   | 鳥取縣        | 鳥取市        |
| 因美線   | 鷹狩     |          |          | 2.4          | 19.8         |                                              |                                     | ｜   | 鳥取縣        | 鳥取市        |
| 因美線   | 用瀨     |          |          | 1.3          | 21.1         |                                              |                                     | ◇    | 鳥取縣        | 鳥取市        |
| 因美線   | 因幡社   |          |          | 3.8          | 24.9         |                                              |                                     | ｜   | 鳥取縣        | 鳥取市        |
| 因美線   | 智頭     |          |          | 7.0          | 31.9         | ●                                            | 智頭急行：智頭線                    | ◇    | 鳥取縣        | 八頭郡 智頭町 |
| 因美線   | 土師     |          |          | 3.7          | 35.6         | ●                                            |                                     | ｜   | 鳥取縣        | 八頭郡 智頭町 |
| 因美線   | 那岐     |          |          | 2.9          | 38.5         | ●                                            |                                     | ◇    | 鳥取縣        | 八頭郡 智頭町 |
| 因美線   | 美作河井 |          |          | 10.0         | 48.5         | ▲                                            |                                     | ｜   | 岡山縣 津山市 | 岡山縣 津山市 |
| 因美線   | 知和     |          |          | 3.5          | 52.0         | ▲                                            |                                     | ｜   | 岡山縣 津山市 | 岡山縣 津山市 |
| 因美線   | 美作加茂 |          |          | 3.8          | 55.8         | ●                                            |                                     | ◇    | 岡山縣 津山市 | 岡山縣 津山市 |
| 因美線   | 三浦     |          |          | 3.5          | 59.3         | ｜                                           |                                     | ｜   | 岡山縣 津山市 | 岡山縣 津山市 |
| 因美線   | 美作瀧尾 |          |          | 2.2          | 61.5         | ｜                                           |                                     | ｜   | 岡山縣 津山市 | 岡山縣 津山市 |
| 因美線   | 高野     |          |          | 5.2          | 66.7         | ▲                                            |                                     | ｜   | 岡山縣 津山市 | 岡山縣 津山市 |
| 因美線   | 東津山   |          |          | 4.1          | 70.8         | ●                                            | 西日本旅客鐵道： 姬新線（佐用方向） | ◇    | 岡山縣 津山市 | 岡山縣 津山市 |
| ※        | 東津山   |          |          | 4.1          | 70.8         | ●                                            | 西日本旅客鐵道： 姬新線（佐用方向） | ◇    | 岡山縣 津山市 | 岡山縣 津山市 |
| 津山     |          |          | 2.6      | 73.4         | ●            | 西日本旅客鐵道： 姬新線（新見方向）、 津山線 | ∧                                   |      | 岡山縣 津山市 | 岡山縣 津山市 |

- ※：東津山車站 - 津山車站間是姫新線

## 關連項目
- 陰陽連絡路線

## 外部連結
- みまさかスローライフ列車（页面存档备份，存于） - 津山市観光協会

1. ↑  『停車場変遷大事典 国鉄・JR編』JTB、1998年。ISBN 978-4-533-02980-6。
2. ↑  データで見るJR西日本2016 - 区間別平均通過人員および旅客運輸収入（平成27年度）PDF - 西日本旅客鉄道